# Alessandro I Gonzaga
Alessandro I Gonzaga (1496 – Napoli, agosto 1530) è stato un nobile italiano, conte di Novellara e Bagnolo dal 1515 al 26 febbraio 1530.

## Biografia
Figlio primogenito di Giampietro Gonzaga e Caterina Torelli, nacque attorno al 1496. Il 20 maggio 1518 ottenne dall'imperatore Massimiliano un diploma che investiva i discendenti di Giampietro Gonzaga della Contea di Novellara e Bagnolo. Si chiudeva così una lunghissima faida che aveva tenuto impegnato per tutta la sua vita il suo predecessore e i suoi quattro cugini, dei quali uno ancora soltanto, Cristoforo, continuava ad avanzare pretese. Il 5 luglio del medesimo anno Alessandro si sposò con Costanza da Correggio, figlia di Giberto VII signore di Correggio. Questo matrimonio, assieme a quello del cugino Ercole con Maddalena Torelli, permise ai Gonzaga di Novellara e Bagnolo di stringere buoni rapporti con le vicine signorie di Correggio e Guastalla.
Proseguì le bonifiche iniziate dal padre nella zona dei Terreni Nuovi e dispose che vi venisse innalzata una chiesa intitolata a San Bernardino da Siena. Grande impulso fu dato anche all'espansione edilizia di Novellara. Fece innalzare i primi stabili sull'odierna piazza Unità d'Italia, prima dall'allora deserta e proseguì la costruzione della nuova chiesa di Santo Stefano.

### Espansione territoriale
Desideroso di accrescere il suo dominio, Alessandro Gonzaga nel 1521 iniziò ad acquistare da altre famiglie nobili alcuni feudi e castelli. Da Polidoro Pallavicino acquisì i castelli di Monticelli d'Ongina, Zibello, Tizzano, Ballone e alcuni immobili a Genova per una spesa complessiva di 75.000 lire imperiali. Alla morte di Polidoro Pallavicino i suoi fratelli impugnarono la vendita decisi a riavere tutto indietro. Ne scaturì una lunghissima lite, durata più di quarant'anni, che coinvolse anche il Papa, il quale ordinò che tutti i beni, eccezion fatta per Monticelli d'Ongina, fossero sequestrati dal duca di Parma. Nel 1564 i Gonzaga e i Pallavicini trovarono un accordo: i feudi sarebbero stati restituiti e in cambio la somma spesa da Alessandro sarebbe stata rimborsata. Nel 1527 Alessandro acquistò anche il castello di Galliera, anch'esso poi restituito.

### La carriera militare
Come altri membri della sua famiglia Alessandro fu un uomo d'arme. Colonnello dell'esercito imperiale, fu anche governatore militare di Piacenza. Nel cuore delle lotte tra Carlo V e Francesco I Novellara si trovò stretta tra due pericolosi fuochi, con le truppe francesi alloggiate a Correggio e quelle imperiali a Guastalla. Grazie all'aiuto di Alberto Pico riuscì ad evitare saccheggi e scorribande nella contea, ma in cambio dovette consegnare suo fratello Annibale ai francesi. Egli avrebbe poi fatto una felice carriera nell'esercito transalpino fino a raggiungere il grado di colonnello. Unitosi agli imperiali, nel 1527 mosse con il loro esercito alla volta di Roma. Qui, una volta terminato il tremendo sacco Alessandro Gonzaga riscattò l'ambasciatore veneziano Domenico Venier, il quale, dopo una penosa vicenda, fuggì dai Gonzaga. Pur non avanzando ulteriori richieste di pagamento, Alessandro Gonzaga ricevette in contropartita dai veneziani l'iscrizione all'albo dei patrizi della città. Dai soldati il conte di Novellara acquistò arredi sacri e opere d'arte per arredare le chiese del suo piccolo stato. Nel 1529 combatté a Napoli per Filiberto di Chalon, principe d'Orange e in seguito si unì alle truppe di Fabrizio Maramaldo. Partecipò poi all'assedio di Firenze. Raggiunse poi Napoli dove si allestiva la spedizione contro i turchi in Ungheria. Nella città campana accusò i sintomi di una malattia causata da un bagno nell'Arno e sul finire dell'agosto 1530 vi morì.

## Discendenza
Alessandro e Donna Costanza ebbero cinque figli:
- Francesco II (1519-1577),  conte di Novellara e Bagnolo;
- Camillo I (1521-1595), conte di Novellara e Bagnolo;
- Scipione, morì in tenera età;
- Alessandra, monaca a Correggio;
- Alfonso (1529-1589), conte di Novellara e Bagnolo.

## Ascendenza
|                      |   |                   | Genitori       |  |  | Nonni |  |  | Bisnonni        |  |  | Trisnonni        |  |
|                      |   |                   |                |  |  |       |  |  | Giacomo Gonzaga |  |  | Guido II Gonzaga |  |
|                      |   |                   |                |  |  |       |  |  | Giacomo Gonzaga |  |  | Guido II Gonzaga |  |
|                      |   | Ginevra Malatesta |                |  |  |       |  |  | Giacomo Gonzaga |  |  |                  |  |
| Francesco I Gonzaga  |   |                   |                |  |  |       |  |  | Giacomo Gonzaga |  |  |                  |  |
|                      |   | Ippolita Pio      | Marco I Pio    |  |  |       |  |  |                 |  |  |                  |  |
|                      |   | Ippolita Pio      | Marco I Pio    |  |  |       |  |  |                 |  |  |                  |  |
|                      |   | Ippolita Pio      | Taddea Roberti |  |  |       |  |  |                 |  |  |                  |  |
| Giampietro Gonzaga   |   | Ippolita Pio      |                |  |  |       |  |  |                 |  |  |                  |  |
|                      |   | …                 | …              |  |  |       |  |  |                 |  |  |                  |  |
|                      |   | …                 | …              |  |  |       |  |  |                 |  |  |                  |  |
|                      |   | …                 | …              |  |  |       |  |  |                 |  |  |                  |  |
| Costanza Strozzi     |   | …                 |                |  |  |       |  |  |                 |  |  |                  |  |
|                      |   | …                 | …              |  |  |       |  |  |                 |  |  |                  |  |
|                      |   | …                 | …              |  |  |       |  |  |                 |  |  |                  |  |
|                      |   | …                 | …              |  |  |       |  |  |                 |  |  |                  |  |
| Alessandro I Gonzaga |   | …                 |                |  |  |       |  |  |                 |  |  |                  |  |
|                      | … | …                 |                |  |  |       |  |  |                 |  |  |                  |  |
|                      | … | …                 |                |  |  |       |  |  |                 |  |  |                  |  |
|                      | … | …                 |                |  |  |       |  |  |                 |  |  |                  |  |
| Marsiglio Torelli    | … |                   |                |  |  |       |  |  |                 |  |  |                  |  |
|                      |   | …                 | …              |  |  |       |  |  |                 |  |  |                  |  |
|                      |   | …                 | …              |  |  |       |  |  |                 |  |  |                  |  |
|                      |   | …                 | …              |  |  |       |  |  |                 |  |  |                  |  |
| Caterina Torelli     |   | …                 |                |  |  |       |  |  |                 |  |  |                  |  |
|                      |   | …                 | …              |  |  |       |  |  |                 |  |  |                  |  |
|                      |   | …                 | …              |  |  |       |  |  |                 |  |  |                  |  |
|                      |   | …                 | …              |  |  |       |  |  |                 |  |  |                  |  |
| Taddea Pio di Savoia |   | …                 |                |  |  |       |  |  |                 |  |  |                  |  |
|                      |   | …                 | …              |  |  |       |  |  |                 |  |  |                  |  |
|                      |   | …                 | …              |  |  |       |  |  |                 |  |  |                  |  |
|                      |   | …                 | …              |  |  |       |  |  |                 |  |  |                  |  |
|                      |   | …                 |                |  |  |       |  |  |                 |  |  |                  |  |